# ماسانوری اوهاشی
ماسانوری اوهاشی (انگلیسی: Masanori Ohashi؛ زادهٔ ۷ دسامبر ۱۹۶۴) کشتی‌گیر اهل ژاپن بود.